# ريوتا هيجا
ريوتا هيجا (باليابانية: 比嘉 諒人) (17 أكتوبر 1990 في تاكاياما في اليابان – )؛ هو لاعب كرة قدم ياباني سابق كان يلعب كلاعب وسط.

## وصلات خارجية
- ريوتا هيجا على موقع رابطة كرة القدم اليابانية للمحترفين (اليابانية)
- ريوتا هيجا على موقع قاعدة بيانات كرة القدم.إي يو (الإنجليزية)
- ريوتا هيجا على موقع Soccerway.com (الإنجليزية)
- ريوتا هيجا على موقع عالم كرة القدم.نت (الإنجليزية)